# Gercy
Gercy ist eine französische Gemeinde mit 258 Einwohnern (Stand 1. Januar 2022) im Département Aisne in der Region Hauts-de-France; sie gehört zum Arrondissement Vervins und zum Kanton Vervins.

## Geografie
Die Gemeinde Gercy liegt im Zentrum der Thiérache am Vilpion, einem Nebenfluss der Serre, etwa 18 Kilometer südwestlich von Hirson. Zu Gercy gehört der nördlich des Kernortes gelegene Weiler Cambron. Durch das Gemeindegebiet führt die Route nationale 2 (Paris-Brüssel).

## Bevölkerungsentwicklung
| Jahr                       | 1962 | 1968 | 1975 | 1982 | 1990 | 1999 | 2006 | 2013 | 2021 |
| Einwohner                  | 362  | 349  | 314  | 291  | 332  | 315  | 304  | 287  | 257  |
| Quellen: Cassini und INSEE |      |      |      |      |      |      |      |      |      |

## Sehenswürdigkeiten
- Befestigte Kirche Saint-Michel

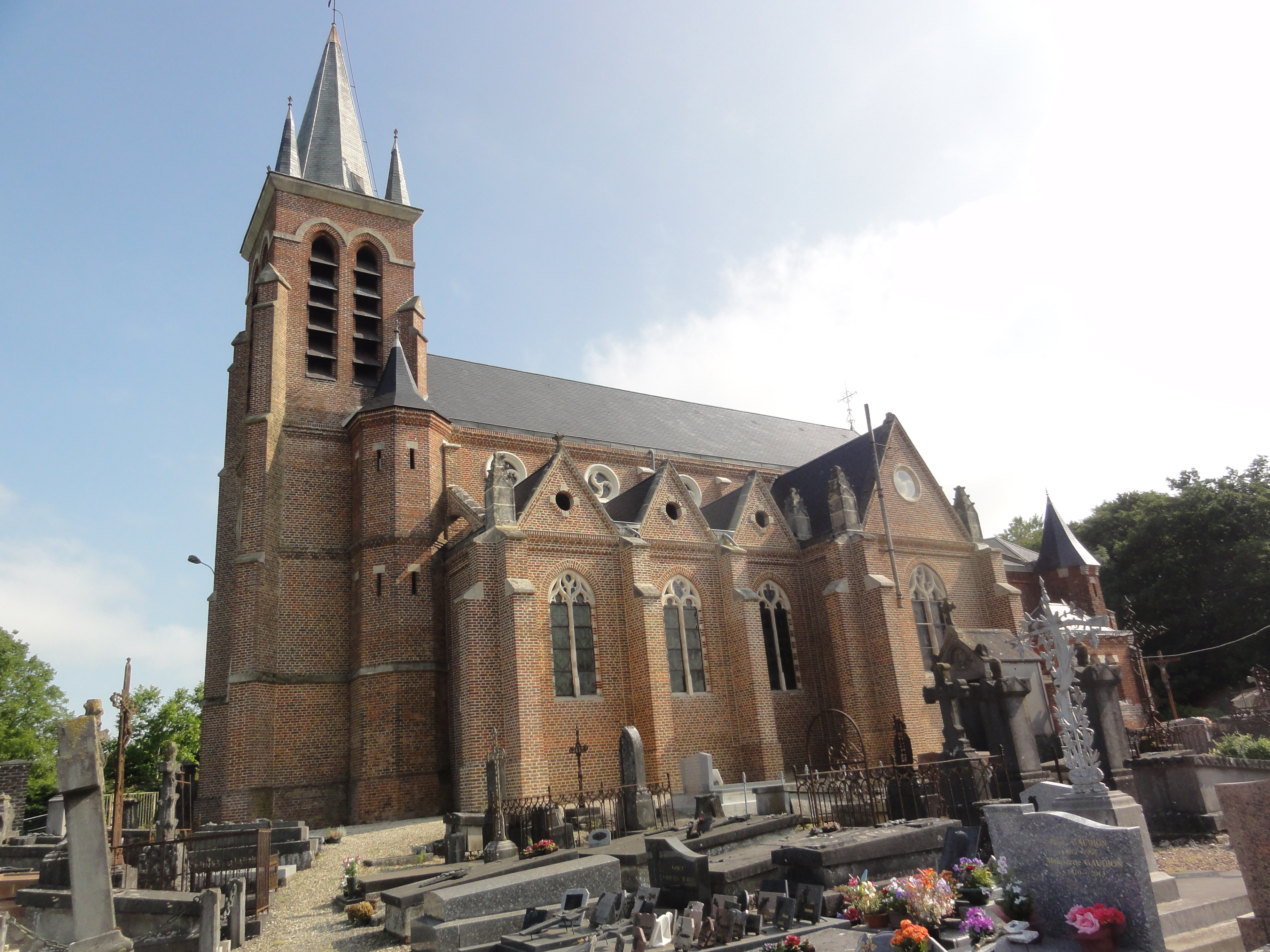
Kirche Saint-Michel
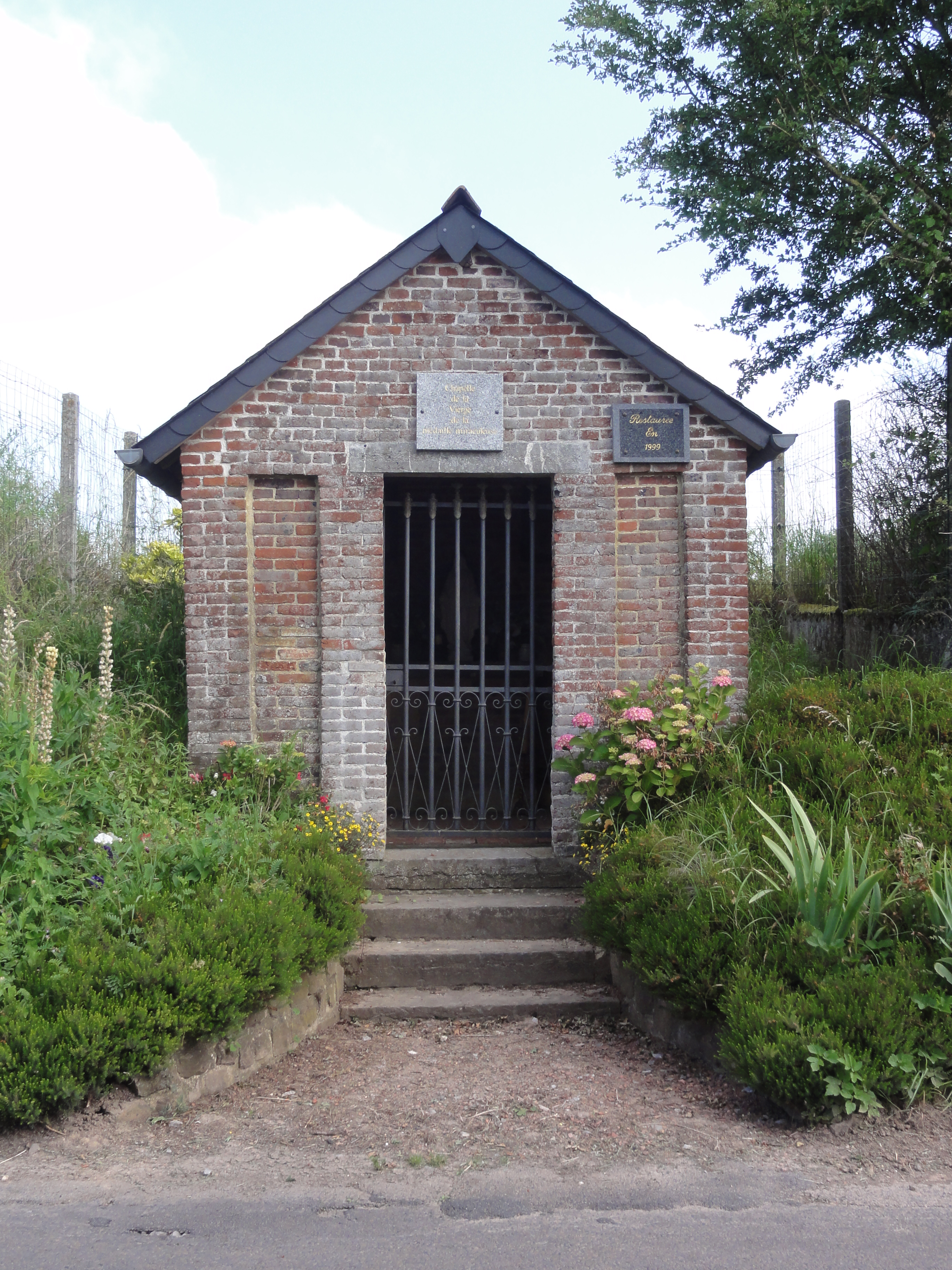
Oratorium im Ortsteil Cambron
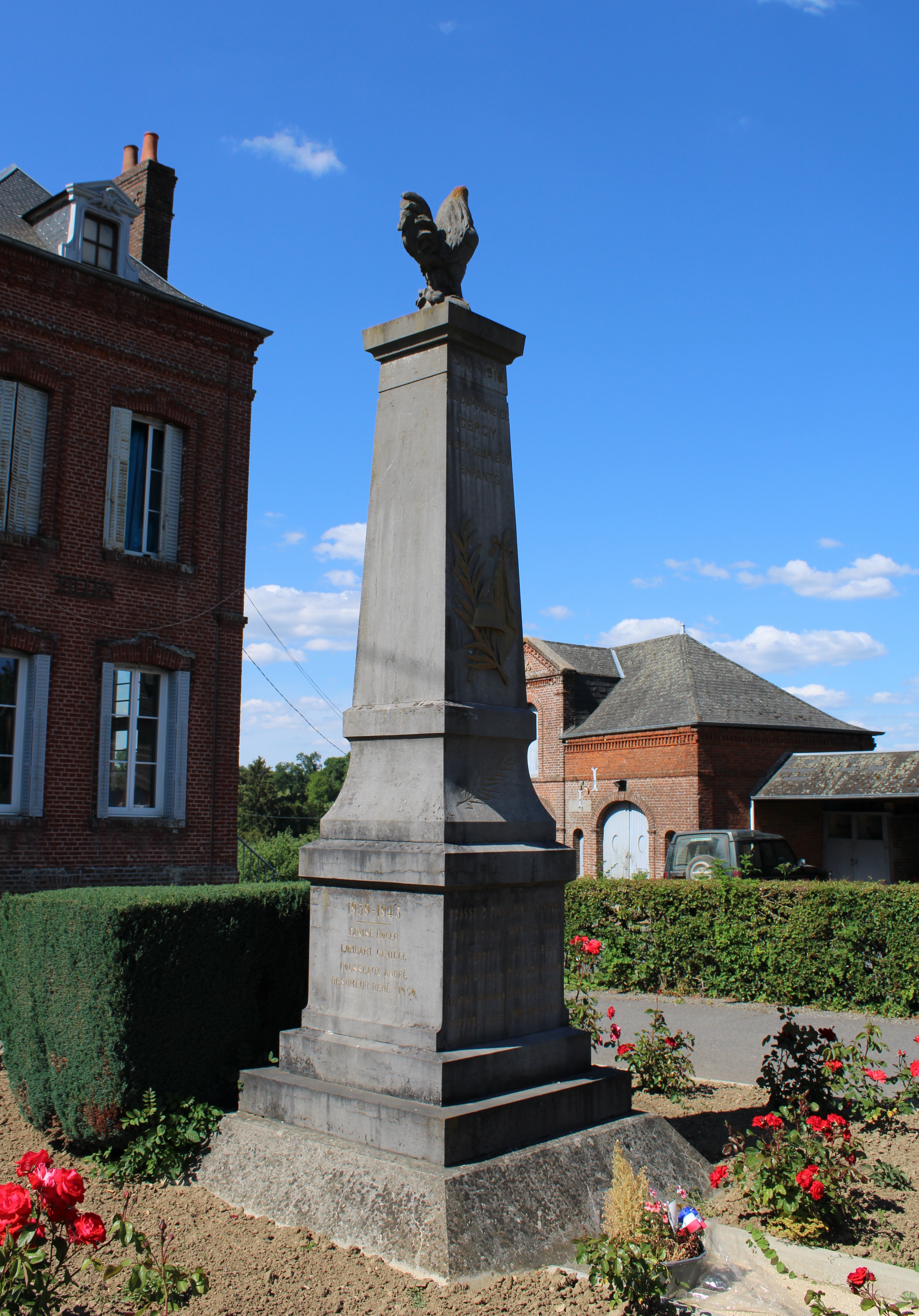
Gefallenendenkmal

## Persönlichkeiten
- Enguerrand III. de Coucy (1182–ca. 1242), Herr der Baronie Coucy, starb in Gercy, als er beim Überqueren des Vilpion vom Pferd stürzte und in sein eigenes Schwert fiel.